# (287) Neftis
(287) Nephthys és un asteroide pertanyent al cinturó d'asteroides descobert el 25 d'agost de 1889 per Christian Heinrich Friedrich Peters des de l'observatori Litchfield de Clinton, Estats Units.
Està nomenat així per Neftis, una deessa de la mitologia egípcia.

## Característiques orbitals
Nephthys orbita a una distància mitjana de 2,353 ua del Sol, podent allunyar-se fins a 2,407 ua. Té una inclinació orbital de 10,03° i una excentricitat de 0,02301. Triga a completar una òrbita al voltant del Sol 1318 dies.